# Jind
Jind è una città dell'India di 136.089 abitanti, capoluogo del distretto di Jind, nello stato federato dell'Haryana. In base al numero di abitanti la città rientra nella classe I (da 100.000 persone in su).

## Geografia fisica
La città è situata a 29° 19' 0 N e 76° 19' 0 E e ha un'altitudine di 226 m s.l.m..

## Società

### Evoluzione demografica
Al censimento del 2001 la popolazione di Jind assommava a 136.089 persone, delle quali 73.557 maschi e 62.532 femmine. I bambini di età inferiore o uguale ai sei anni assommavano a 18.519, dei quali 10.438 maschi e 8.081 femmine. Infine, coloro che erano in grado di saper almeno leggere e scrivere erano 93.423, dei quali 55.358 maschi e 38.065 femmine.